# 林士 (加利福尼亞州)
林士（英語：Rumsey）是位於美國加利福尼亞州優洛縣的一個非建制地區。該地的面積和人口皆未知。

## 地理
林士的座標為38°53′18″N 121°14′15″W / 38.88833°N 121.23750°W，而該地的平均海拔高度為128米（即420英尺）。